# Verzetsmonument in Heks
Het verzetsmonument in Heks is een monument in het oostelijke deel van België, gewijd aan de verzetsstrijders van het Geheim Leger, sector Borgloon, die tijdens de Tweede Wereldoorlog zijn gesneuveld. 

## Locatie en toegang
Dit monument staat in Heks, op de hoek van de Hekslaan en de Molenstraat, tegenover het vroegere gemeentehuis. 

## Inscripties
- voorzijde: 1940 - 1945 GEHEIM LEGER SEKTOR BORGLOON DANKT ZIJN 17 GESNEUVELDE VERZETSLEDEN
- Linkerkant: 9 namen
- Rechterzijde: 9 namen